# زولا هيلين روس
زولا هيلين روس (بالإنجليزية: Zola Helen Ross)‏ (9 مايو 1912 - 20 نوفمبر 1989)؛ روائية أمريكية.